# Brachybaenus diraphidura
Brachybaenus diraphidura är en insektsart som först beskrevs av Heinrich Hugo Karny 1931.  Brachybaenus diraphidura ingår i släktet Brachybaenus och familjen Gryllacrididae. Inga underarter finns listade i Catalogue of Life.